# Junge Pflegende

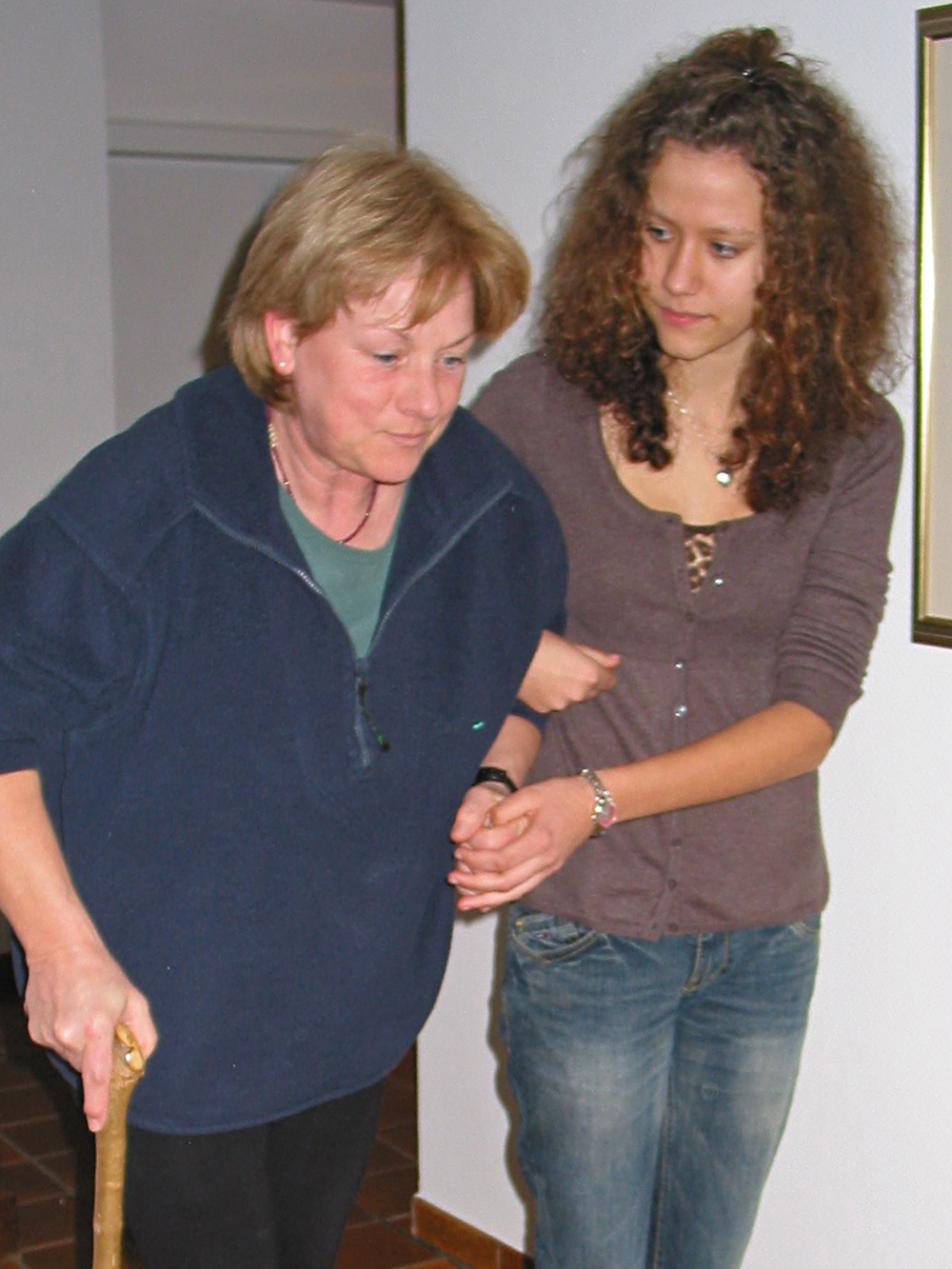
Eine 14-Jährige unterstützt und pflegt ihre Mutter

Als Junge Pflegende werden Minderjährige bezeichnet, die Angehörige pflegen.

## Definition
Mit „pflegenden Kindern und Jugendlichen“ sind Personen gemeint, die das 18. Lebensjahr noch nicht vollendet haben und regelmäßig für einen oder mehrere Angehörige sorgen, ihnen helfen und sie pflegen. Diese Minderjährigen tragen eine spezifische Verantwortung, die gesellschaftlich nicht für sie vorgesehen ist und durch die sie sich von ihren Altersgenossen unterscheiden.

## Situation in den einzelnen Ländern

### Großbritannien
In England – dem Ursprungsland der Young-Carers-Forschung – stellte man in mehreren groß angelegten Studien fest, dass in erheblichem Umfang Kinder ganz oder teilweise ihre chronisch kranken oder behinderten Familienangehörigen (Eltern, Geschwister, Großeltern) pflegerisch versorgen. Die Jüngsten der Young Carers waren nicht älter als drei Jahre, die älteren hatten bereits mehrere Jahre das erkrankte Familienmitglied gepflegt, die Geschwister versorgt, den Haushalt übernommen und dadurch das System der Familie verantwortlich aufrechterhalten.
Die Prävalenz wird in England mit 1,5 % angegeben. Das bedeutet, dass 1,5 % aller in England lebenden Kinder unter 18 Jahren pflegende Kinder sind. Dies entspricht einer Zahl von 175.000 Kindern.

### Deutschland

#### Zahlen
In Deutschland untersuchte Sabine Metzing erstmals die Rolle der Kinder als pflegende Angehörige. Eine genaue Anzahl von pflegenden Minderjährigen in Deutschland gibt es (derzeit) nicht. Geschätzt handelt es sich um etwa zwei bis vier Prozent Kinder und Jugendliche, die regelmäßig kranke Familienmitglieder pflegen oder ihnen behilflich sind.

#### Anlaufstellen
In Deutschland wächst die Zahl von Beratungsangeboten für Kinder von überwiegend psychisch erkrankten Eltern. Wegen ihrer unterschiedlichen Konzepte sind sie kaum untereinander vergleichbar. Keines dieser Projekte ist fokussiert auf die Rolle der Kinder als pflegende Angehörige. Außerdem liegen zu den Projekten bisher keine Bewertungen vor. Spezifische flächendeckende Unterstützungsangebote für pflegende Kinder existieren in Deutschland derzeit nicht. In Berlin ist die Beratungsstelle echt unersetzlich als Beratungsstelle für Young Carers ansässig. Das Fehlen solcher Angebote beeinträchtigt die gesamte Entwicklung der betroffenen Kinder.

### Österreich
In Österreich wurde im Jahr 2012 aufgrund eines parlamentarischen Entschließungsantrags die Situation pflegender Kinder genauer untersucht. Das Institut für Pflegewissenschaft der Universität Wien erhoben dabei erstmals anhand einer großen Zufallsstichprobe an Schulen Prävalenzdaten über pflegende Kinder. In der Stichprobe der 10- bis 14-jährigen Kinder konnten dabei 4,5 % als pflegende Kinder identifiziert werden. Hochgerechnet auf die Altersgruppe der 5- bis 18-Jährigen und auf das ganze Bundesgebiet, ergibt dies einen Anteil pflegender Kinder und Jugendlicher an der Gesamtgruppe von 3,5 %, das sind 42.700 Betroffene. Diese Zahlen übersteigen bisherige Schätzungen von 22.500 auf Basis des UK Zensus (2001) deutlich und legt nahe, dass internationale Zahlen unterbewertet sind.

## Phänomen: „Die Familie zusammenhalten“
Eine chronische Erkrankung innerhalb der Familie verändert den Familienalltag und nimmt Einfluss auf alle Familienmitglieder. Hauptsächlich nimmt der Schweregrad der Krankheit und des Pflegebedarfs Einfluss auf die Umgestaltung des Alltags. Zusätzlich sind die Anzahl der Familienmitglieder (Ein-, Zweielternfamilien, Einzelkind, Geschwister, Großeltern) und die zur Verfügung stehenden finanziellen Ressourcen von Bedeutung.
Kommen viele einschränkende Faktoren zusammen, dominiert die Erkrankung das Leben der Familie und wird so zur Bedrohung. Kinder haben Angst um ihre Eltern und fürchten sich davor, als Familie auseinandergerissen zu werden.
Kinder sind bemüht, den Alltag aufrechtzuerhalten. Sie übernehmen aktiv Verantwortung und verfolgen zwei Strategien, um ihre Familie zusammenzuhalten.

### Strategie „‚Die Lücke füllen‘ und ‚in Bereitschaft sein‘“
Kinder füllen die Lücken, die durch den Ausfall des erkrankten Elternteils aufgerissen sind, und sind in ständiger Bereitschaft, auf Veränderungen, Bedrohungen oder Symptome der Krankheit rechtzeitig reagieren zu können. Sie helfen mit oder sind alleinverantwortlich tätig. Sie tun, was erwachsene pflegende Angehörige auch tun, und sind in allen Bereichen von Pflege und Haushaltsführung aktiv.
- Hilfen für die Familie als Gemeinschaft sind vor allem hauswirtschaftliche Tätigkeiten, die von der erkranken Person nicht mehr durchgeführt werden können, z. B. kochen, waschen, putzen, aufräumen, einkaufen, Müll entsorgen, Garten in Ordnung halten etc.

Hilfen für die erkrankte Person
- körperbezogen: Ausscheidungen, Mobilisation und Transfer, An- und Auskleiden, Körperpflege, Nahrungsaufnahme
- emotional: da sein, sich kümmern, trösten, für Abwechslung sorgen, Verständnis zeigen, Rücksicht nehmen
- medizinisch/therapeutisch: Medikamentenregime, Wundversorgung, Physiotherapie
- aufpassen/schützen: für Sicherheit sorgen, dabei bleiben, wachsam sein
- Übersetzungen: bei Sprachstörung, bei Fremdsprachen
- im Notfall: werden Tätigkeiten aus allen bisher genannten Kategorien durchgeführt.

Hilfen für gesunde Familienmitglieder
- Übernahme von elterlicher Fürsorge: auf kleine Geschwister aufpassen, Essen zubereiten, Pausenbrote schmieren, zum Kindergarten bzw. zur Schule bringen und abholen, Hausaufgabenhilfe, ins Bett bringen, wecken, anziehen, Zähneputzen etc.
- Hilfen für gesunde Elternteile: Trost spenden, da sein, Entlastung durch Übernahme von Tätigkeiten usw.

Hilfen für sich selbst können sein: selbst ins Bett gehen und aufstehen, selbst Kleidung kaufen, sich selbst etwas zum Essen zubereiten etc.

### Strategie „nicht darüber reden“
Kaum ein Kind redet über die häusliche Situation. Dieses Schweigen wird von den Kindern mit „Scham“ und „Vorsicht“ begründet. Sie sagen, dass andere Kinder „eh nicht wissen, worum es geht“, da sie ein Leben mit Krankheit nicht kennen.
- Scham: Kinder wünschen sich Normalität. Sie möchten nicht „anders“ sein und fürchten sich davor, von Gleichaltrigen „abgestempelt“ und ausgeschlossen zu werden.
- Vorsicht: Nichts bedeutet für Kinder mehr Gefahr, als dass ihre Familie auseinandergerissen werden könnten. Das Schweigen liegt somit auch in der Angst begründet, dass außenstehende Instanzen (z. B. Jugend- oder Ordnungsamt) die familiale Situation als „nicht haltbar“ einschätzen und die Familienmitglieder „zu ihrem eigenen Besten“ trennen könnten.

Die Strategie „nicht darüber reden“ führt unter anderem dazu, dass betroffene Familien im Verborgenen leben und ihre Situationen und Bedürfnisse bislang nicht bekannt waren.

### Auswirkungen
Ein „pflegendes Kind“ zu sein, hat sowohl positive als auch negative Auswirkungen auf die betroffenen Kinder.
positive Auswirkungen
- gesteigertes Selbstwertgefühl
- frühe Reife
- Schaffung von Identität
- das Gefühl haben, „gut auf das Leben vorbereitet zu sein“.

negative Auswirkungen
- quasi im Verborgenen leben
- niemanden zum Reden haben
- soziale Isolation
- Verzicht auf die eigene Kindheit
- Erschöpfung, Überforderung (Selbstpflegedefizit)
- evtl. schlechte Schulnoten, hohe Fehlzeiten, frühzeitiger Schulabbruch